# Blood Bowl (игра, 1995)
Blood Bowl — пошаговая компьютерная игра, являющаяся адаптацией одноимённой настольной игры издательства Games Workshop, разработанная в 1995 году Destiny Software Productions для платформы DOS.

## Игровой процесс
Игра представляет собой фентезийную вариацию американского футбола. Игра в большой части повторяет механику настольной версии. Игрок, выступающий в роли тренера, набирает команду для участия лигах Кровавого кубка. В игре присутствуют команды дворфов, высших и тёмных эльфов, людей, нежити, орков, скавенов и халфлингов. Целью каждого матча является набор как можно большего числа тачдаунов, для достижения которой можно использовать грязные приёмы, включая избиение и убийство членов команды противника.

## Критика
| Иноязычные издания | Иноязычные издания |
| Издание            | Оценка             |
| ------------------ | ------------------ |
| CGW                | [ 1 ]              |
| PC Gamer (US)      | 71 %               |

PC Gamer US назвал Blood Bowl «увлекательной игрой до тех пор, пока вы не будете думать, насколько хорошей могла бы она быть». Критике подверглись слишком медленный интеллект оппонентов и отсутствие возможности игры по модему (которая заявлялась на упаковке игры). Тем не менее издание рекомендовало игру всем фанатам настольного оригинала.
Computer Gaming World отметил, что «в Blood Bowl присутствуют странные упущения и трудности, которые были уже давно устранены в других спортивных футбольных симуляторах».
Blood Bowl в 1995 году выиграла награду «Стратегическая игра года» по версии Computer Game Review, разделив первое место вместе с Heroes of Might and Magic: A Strategic Quest и Gazillionaire.